# Flaviviridae
Flaviviridae es una familia de virus que se propagan principalmente por vectores artrópodos (especialmente garrapatas y mosquitos). Incluye los siguientes géneros:
- Género Flavivirus (la especie tipo es el virus de la fiebre amarilla, también incluye al virus del Nilo Occidental, el virus del dengue y el virus del zika). Se han identificado en total 67 virus en  humanos y animales.
- Género Hepacivirus (la especie tipo es el virus de la hepatitis C, también incluye al virus GBV-B).
- Género Pestivirus (la especie tipo es el virus de la diarrea viral bovina, también peste porcina clásica) y en pequeños rumiantes el virus de la Enfermedad de la frontera. Otras especies infectan mamíferos no humanos.
- Género Pegivirus (la especie tipo es el pegivirus humano, denominado previamente virus de la hepatitis G). Se han descubierto varias especies de este género en animales.[2]

Otros virus de la familia Flaviviridae que son conocidos aun esperan ser clasificados. Estos incluyen el virus del tiburón de Wenling. También hay varios virus que pueden ser relacionados con los flavivirus, pero tienen características atípicos de los flavivirus.

## Genoma

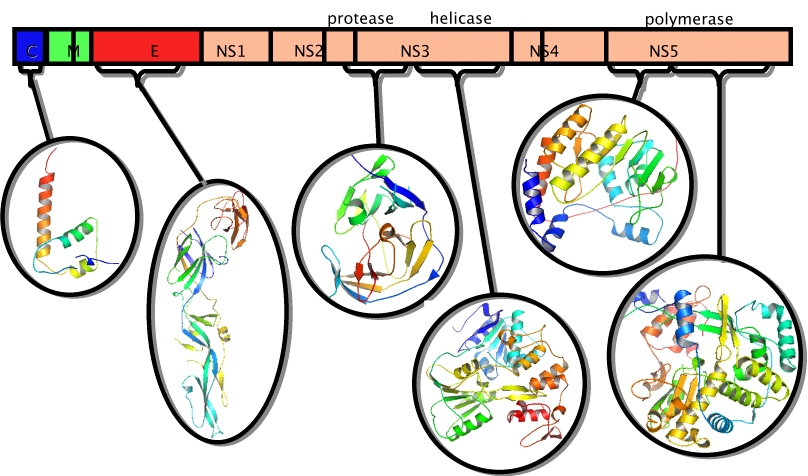
Genoma y plegamiento de proteínas en la familia Flaviviridae

Estos virus contienen un genoma ARN monocatenario positivo y por lo tanto se incluyen en el Grupo IV de la clasificación de Baltimore. El genoma es lineal, no segmentado, con una longitud de 9.6 a 12.3 kilobases. Los terminales 5' de Flavivirus presentan un cap del nucleótido metilato mientras que otros miembros de esta familia no lo tienen y codifican un punto de entrada ribosómico. Los Flaviviridae carecen de un extremo 3' de poliadenilado. Las partículas virales presentan envoltura y son esféricas, de alrededor de 40 a 60 nm de diámetro.

## Ciclo Vital
La replicación vírica es citoplasmático. Entrada a la celúla anfitriona se logra por el apego de la proteína E de la envoltura viral a los receptores anfitrionas, lo cual permite endocitosis. La replicación corresponde al modelo de la replicación de los virus de ARN positivo.

## Importancia clínica
Las principales enfermedades causadas por la familia Flaviviridae incluyen:
- Dengue
- Encefalitis japonesa
- Enfermedad de la selva de Kyasanur
- Encefalitis del valle de Murray
- Encefalitis de San Luis
- Meningoencefalitis de garrapata
- Encefalitis del Nilo
- Fiebre amarilla
- Hepatitis C